# Ромодан (Лубенский район)
Ромодан (укр. Ромодан) — село,
Новоореховский сельский совет,
Лубенский район,
Полтавская область,
Украина.
Код КОАТУУ — 5322885204. Население по переписи 2001 года составляло 506 человек.

## Географическое положение
Село Ромодан находится на расстоянии в 1,5 км от села Величковка, в 2,5 км — село Березовка.
По селу протекает пересыхающий ручей с запрудой.
Рядом проходит железная дорога, станция Шишаки.

## Объекты социальной сферы
- Школа І-ІІ ст.
- Дом культуры.